# Mühlental
Mühlental es un municipio situado en el distrito de Vogtland, en el estado federado de Sajonia (Alemania), a una altitud de 500 metros. Su población a finales de 2016 era de unos 1300 habitantes y su densidad poblacional, 33 hab/km².